# Hypolytrum longirostre
Hypolytrum longirostre är en halvgräsart som beskrevs av George Henry Kendrick Thwaites. Hypolytrum longirostre ingår i släktet Hypolytrum och familjen halvgräs. Inga underarter finns listade i Catalogue of Life.